# Schleerieth
Schleerieth ist ein Gemeindeteil des Marktes Werneck im unterfränkischen Landkreis Schweinfurt in Bayern.

## Lage
Das Pfarrdorf liegt vier Kilometer nördlich von Werneck am Schleeriether Bach.

## Geschichte
Schleerieth wurde erstmals 1150 als „Gut Slerit“ urkundlich erwähnt. 1241 wurde der Name einer „Jutta von Slehenried“ aufgeführt. Der Ortsname setzt sich nach aktuellem Stand aus den alten Begriffen Sleha (Schlehdorn) und Riot (Ried, Moor, Sumpf) zusammen, ist in Deutschland einmalig und bedeutet Siedlung am Schlehenmoor.
Am 1. Juli 1972 wurde der Ort im Zuge der Gebietsreform in Bayern in die Gemeinde Werneck eingegliedert.
1990 und 2000 erhielt das Dorf beim Wettbewerb Unser Dorf soll schöner werden auf Bezirksebene eine Goldmedaille. 1991 errang man auf Landesebene eine Silbermedaille, 2001 folgte der Gewinn einer Silbermedaille auf Bundesebene (siehe Liste der Sieger im Bundeswettbewerb Unser Dorf hat Zukunft).

## Wirtschaft und Kultur
Schleerieth liegt in der Nähe des Eschenbachs und ist aufgrund seiner sehr guten Lössböden seit jeher landwirtschaftlich geprägt. Schon in den 1960er Jahren genoss der Ort den Ruf eines Obstbauparadieses, seit 1931 gibt es eine Süßmostkelterei auf genossenschaftlicher Basis. Jedes zweite Septemberwochenende findet das Schleeriether Mostfest statt.
Die meisten Arbeitnehmer pendeln in die ca. 15 km entfernte Industriestadt Schweinfurt oder nach Würzburg, Bamberg, Bad Kissingen oder Bad Neustadt.
Sehenswert sind die katholische Pfarrkirche Mariae Himmelfahrt, die Gadenanlagen und zahlreiche Bildstöcke aus dem Sandstein Schleeriether Grün. Sie kommen aus dem örtlichen Steinbruch und sind überall in der Flur von Schleerieth zu finden. Sie sind mit religiösen Darstellungen versehen, da in Schleerieth immer der katholische Glaube vorherrschte. Im Steinbruch wurde ferner ein sehr gut erhaltener fossiler Schachtelhalm gefunden, der im Wernecker Rathaus besichtigt werden kann.
Schleerieth ist an die Autobahnen A 7, A 70, A 71 und die frühere Bundesstraße 19 angebunden.